# Classic Sud Ardèche 2018
La Classic Sud Ardèche 2018, diciottesima edizione della corsa e valevole come evento dell'UCI Europe Tour 2018 categoria 1.1, si svolse il 24 febbraio 2018 su un percorso di 200,2 km, con partenza e arrivo a Guilherand-Granges, in Francia. La vittoria fu appannaggio del francese Romain Bardet, il quale completò il percorso in 5h37'13", alla media di 35,621 km/h, precedendo il tedesco Maximilian Schachmann e il connazionale Lilian Calmejane.
Sul traguardo di Guilherand-Granges 110 ciclisti, su 150 partenti, portarono a termine la competizione.

## Squadre e corridori partecipanti
| N.      | Cod. | Squadra                      |
| ------- | ---- | ---------------------------- |
| 1-7     | DMP  | Delko Marseille Provence KTM |
| 11-17   | ALM  | AG2R La Mondiale             |
| 22-27   | TFS  | Trek-Segafredo               |
| 31-37   | FDJ  | FDJ                          |
| 41-47   | QST  | Quick-Step Floors            |
| 51-57   | AST  | Astana Pro Team              |
| 62-67   | TDE  | Direct Énergie               |
| 71-77   | FST  | Team Fortuneo-Samsic         |
| 81-87   | COF  | Cofidis                      |
| 91-97   | VCC  | Vital Concept Cycling Club   |
| 101-107 | ABS  | Aqua Blue Sport              |

| N.      | Cod. | Squadra                         |
| ------- | ---- | ------------------------------- |
| 111-117 | ANS  | Androni Giocattoli-Sidermec     |
| 121-127 | WVA  | WB Aqua Protect Veranclassic    |
| 131-136 | RNL  | Roompot-Nederlandse Loterij     |
| 141-147 | NIP  | Nippo-Vini Fantini-Europa Ovini |
| 151-157 | BRD  | Bardiani CSF                    |
| 161-167 | WGG  | Wanty-Groupe Gobert             |
| 171-177 | FRA  | Francia                         |
| 181-187 | RLM  | Roubaix Lille Métropole         |
| 191-197 | AUB  | St Michel-Auber 93              |
| 201-207 | RLY  | Rally Cycling                   |
| 211-217 | TVC  | Team Virtu Cycling              |

## Ordine d'arrivo (Top 10)
| Pos. | Corridore         | Squadra       | Tempo    |
| ---- | ----------------- | ------------- | -------- |
| 1    | Romain Bardet     | AG2R          | 5h37'13" |
| 2    | M. Schachmann     | Quick-Step    | a 47"    |
| 3    | Lilian Calmejane  | Direct        | a 56"    |
| 4    | Alexis Vuillermoz | AG2R          | s.t.     |
| 5    | David Gaudu       | FDJ           | s.t.     |
| 6    | Jhonatan Narváez  | Quick-Step    | s.t.     |
| 7    | Quentin Pacher    | Vital Concept | s.t.     |
| 8    | Pierre Latour     | AG2R          | s.t.     |
| 9    | Eliot Lietaer     | WB Veran.     | a 1'09"  |
| 10   | Romain Sicard     | Direct        | s.t.     |